# 第20屆傳藝金曲獎
第20屆金曲獎傳統暨藝術音樂類由中華民國行政院新聞局主辦、東風衛視承辦。入圍名單於2009年5月7日揭曉，頒獎典禮於6月6日在臺北國父紀念館舉行。

## 參賽資格
- 報名收件日期：自2008年12月1日至2008年12月31日止。
- 各獎項參賽作品應以於2008年1月1日至同年12月31日間，首次出版發行地為臺灣之鐳射唱片(CD)為限(依參賽作品登載時間為準)。
- 傳統暨藝術音樂作品類各獎項之參賽作品應為規定之影音光碟型式。

## 入圍暨得獎名單
| 以表示得獎者 |

## 外部連結
- 第二十屆金曲獎傳統暨藝術音樂類入圍名單 （页面存档备份，存于），文化部影視及流行音樂產業局
- 第二十屆金曲獎傳統暨藝術音樂類得獎名單 （页面存档备份，存于），文化部影視及流行音樂產業局